# 厦门海洋职业技术学院

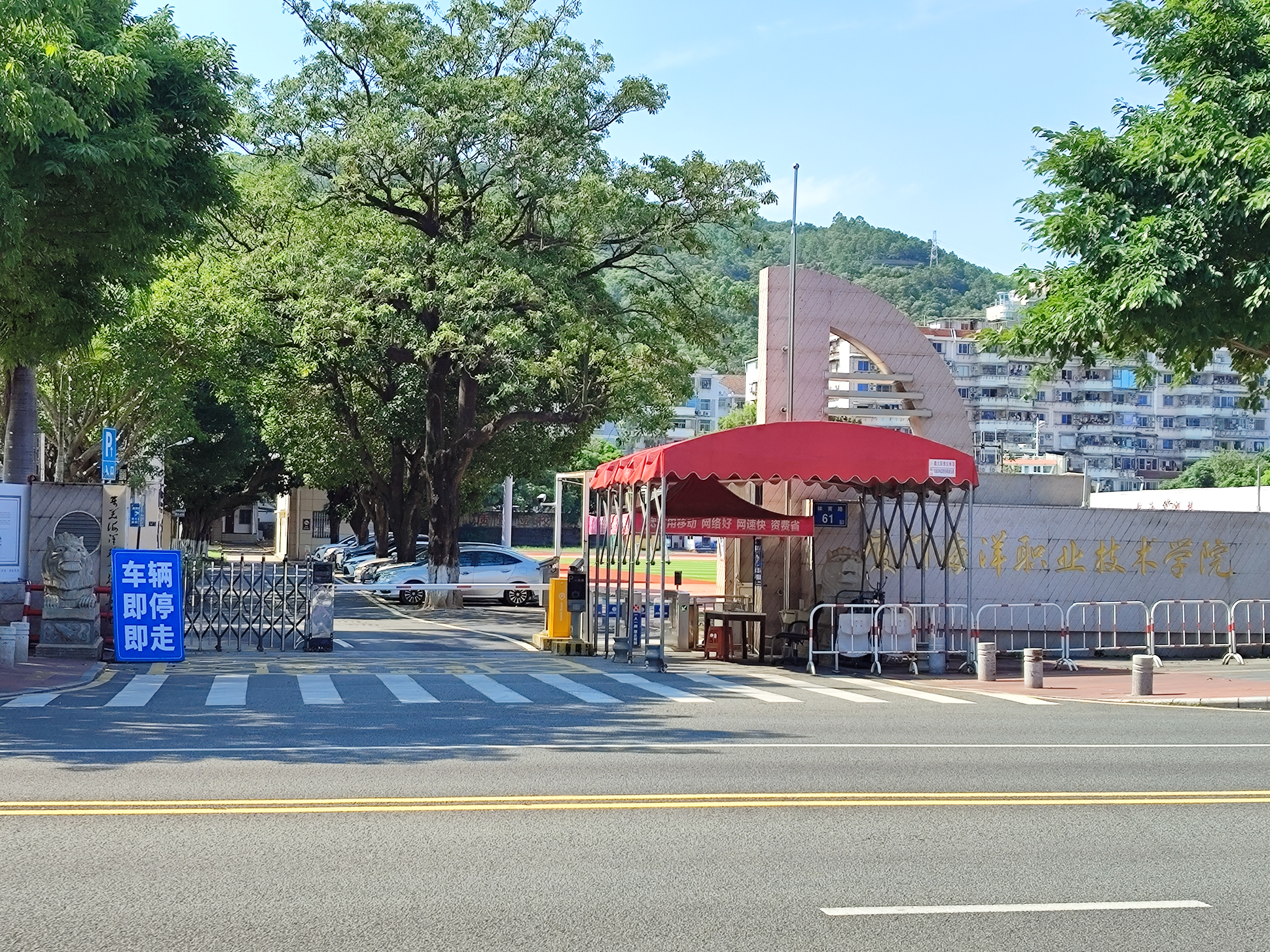
厦门海洋职业技术学院思明校区校门

厦门海洋职业技术学院，简称厦门海洋、海院，加挂“集美海洋职业技术学院”牌子。1920年，华侨陈嘉庚创办该校，历经集美学校水产科、集美高级水产航海学校、集美水产专科学校和福建省集美水产学校等办学阶段，是中国最早培养水产航海技术人才的学校之一。2003年2月8日，在福建省集美水产学校的办学基础上设立厦门海洋职业技术学院。
2024年2月，厦门海洋职业技术学院拟升格为本科层次职业学校“厦门海洋职业大学”。